# هارييت شالمرز آدامز
هارييت شالمرز آدامز (بالإنجليزية: Harriet Chalmers Adams)‏ هي صحفية ومصورة وكاتِبة أمريكية، ولدت في 22 أكتوبر 1875 في ستوكتون في الولايات المتحدة، وتوفيت في 17 يوليو 1937 في نيس في فرنسا.